# Stazione di Surrau
La stazione di Surrau è una fermata ferroviaria situata nel comune di Arzachena lungo la ferrovia Sassari-Tempio-Palau, utilizzata esclusivamente per i servizi turistici legati al Trenino Verde.

## Storia

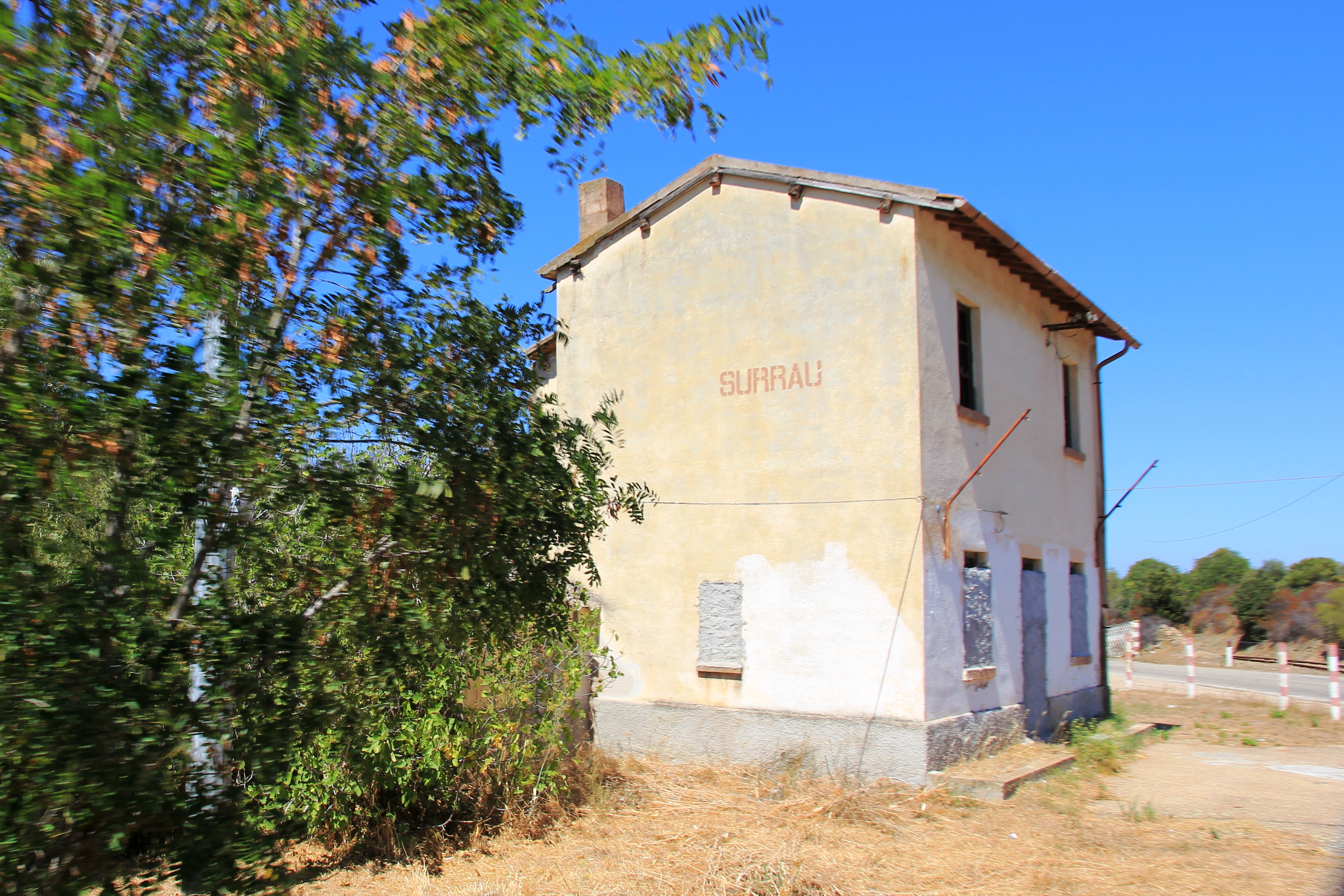
Il nome Surrau deriva da quello di un corso d'acqua della zona

La fermata fu istituita dalle Strade Ferrate Sarde nel secondo dopoguerra, risultando in esercizio nel 1954. Denominata come un vicino rio, la struttura restò sotto le insegne delle SFS sino al 1989, anno di passaggio alla gestione governativa delle Ferrovie della Sardegna.
Lo scalo venne utilizzato per i servizi di trasporto pubblico sino al 16 giugno 1997, data in cui il tronco tra Nulvi e Palau della linea, comprendente la fermata, venne chiuso al traffico ordinario restando attivo esclusivamente per i servizi turistici del Trenino Verde. Dal 2010 l'impianto è gestito dall'ARST.

## Strutture e impianti

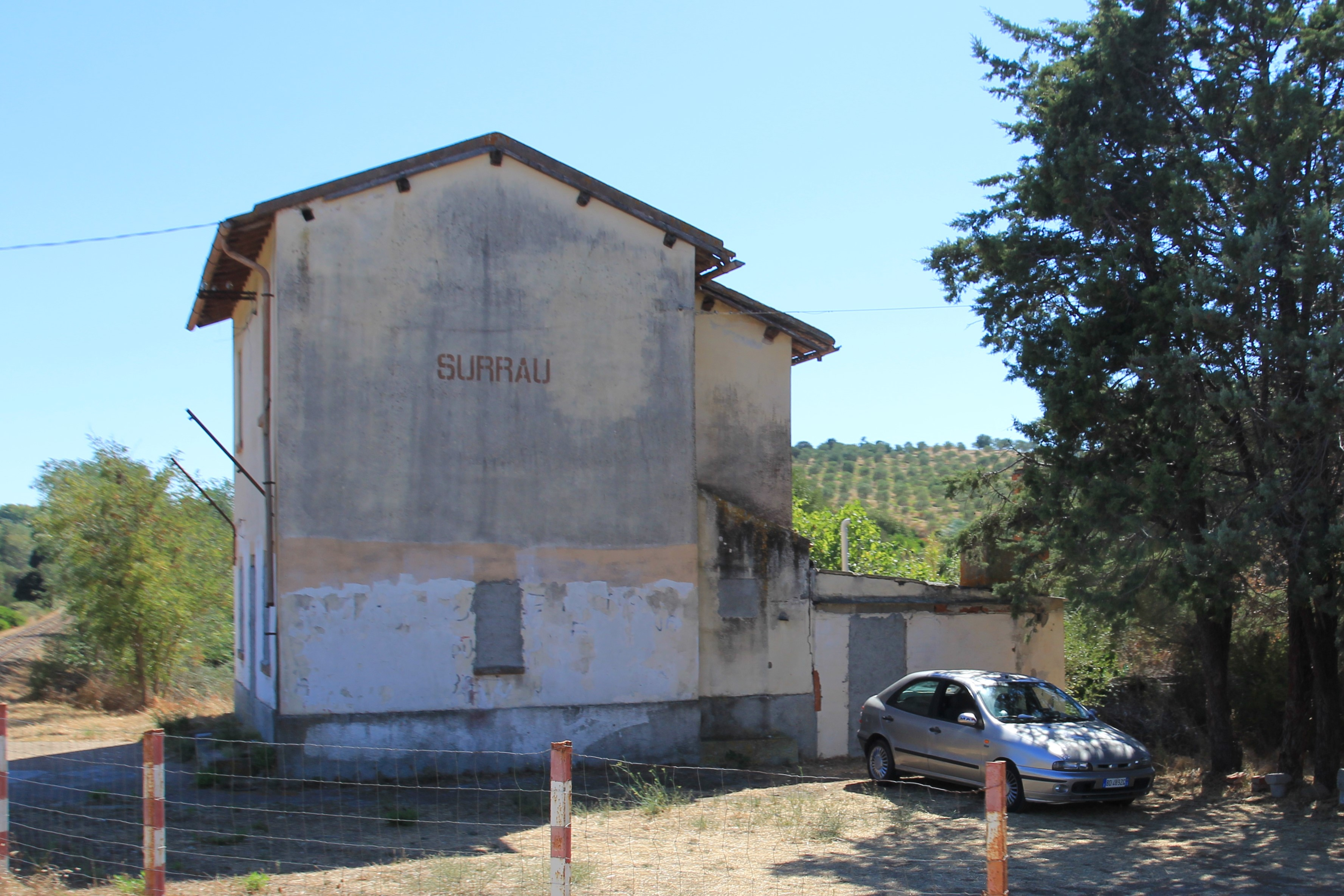
Il fabbricato viaggiatori dell'impianto, in origine una casa cantoniera della ferrovia

L'impianto di Surrau è una fermata di tipo passante, posta nei pressi dell'omonimio rio nella parte più settentrionale del territorio comunale di Arzachena, a ridosso di un passaggio a livello sulla SS 125.
La dotazione della fermata comprende quindi un singolo binario a scartamento da 950 mm; a ridosso dello stesso è presente un fabbricato (dismesso) nato come casa cantoniera, avente sviluppo su due piani più tetto a falde, con tre aperture sul lato binari. La fermata è impresenziata.

## Movimento
Servita in passato dai treni per il servizio di trasporto pubblico delle varie concessionarie ferroviarie che hanno gestito la linea, la fermata dal giugno 1997 è utilizzata esclusivamente per le relazioni turistiche del Trenino Verde, effettuate a partire dal 2010 a cura dell'ARST.

## Servizi
La fermata era dotata in passato di servizi igienici.